# Camí Ral de Vic a Olot
El Camí Ral de Vic a Olot era un camí que fins a la construcció de les carreteres a començament del Segle XX enllaçava Vic i Olot tot travessant el Collsacabra. De fet, es tractava del camí al Vescomtat de Bas.
AL segle XVIII va veure unes importants obres de millora, impulsades per José de Avilés, que van suposar la construcció de les Marrades del Grau. N’és testimoni una fita commemorativa situada a un centenar de metres de la font, datada del 1731.
Amb la construcció de la carretera C-153, de Vic a Olot, l’ús del camí es va reduir als veïns de la zona i, a partir dels anys seixanta del Segle XX, quan es va generalitzar l’ús de cotxes i motos, va quedar en desús i va caure en l’oblit, fins que el 2009-2010 es van fer unes importants obres de restauració.